# Izet Hajrović
Izet Hajrović (Brugg, 4 augustus 1991) is een Bosnisch-Zwitsers voetballer die geboren is in Zwitserland. Hij heeft de nationale jeugdteams van Zwitserland doorlopen om vervolgens in december 2013 definitief voor Bosnië en Herzegovina te kiezen. Hij speelt bij voorkeur als rechtsbuiten. In januari 2018 tekende hij bij GNK Dinamo Zagreb, dat hem overnam van Werder Bremen. Hij debuteerde in 2013 voor Bosnië en Herzegovina.

## Clubcarrière
Hajrović speelde vanaf zijn negende voor Grasshopper Club Zürich. Hij debuteerde in het seizoen 2009/10 in de Zwitserse Super League. In totaal speelde hij 91 competitiewedstrijden voor Grasshopper, waarin hij 20 doelpunten scoorde. Op 7 januari 2014 werd hij getransfereerd naar het Turkse Galatasaray. Het transferbedrag werd niet bekendgemaakt. Hajrović tekende een contract tot zomer 2018 en kreeg het rugnummer 14. Een half jaar later vertrok hij weer, nu naar het Duitse Werder Bremen. Daar tekende hij eveneens een contract tot 2018. Na negentien competitiewedstrijden in zijn eerste seizoen bij de Duitse club, verhuurde Werder Hajrović in augustus 2015 voor een jaar aan SD Eibar. Bij de Spaanse club kwam hij 7 maal in actie, waarvan 2 basisplaatsen. Tijdens het seizoen 2016/17 scheurde Hajrović in december zijn kruisband waardoor hij dat seizoen niet maar aan spelen toekwam. In januari 2018 verhuisde Hajrović naar het Kroatische GNK Dinamo Zagreb, waar hij meteen landskampioen werd en de Kroatische beker won.

## Statistieken
| Seizoen | Club                    | Land        | Competitie       | Duels | Doelp. |
| ------- | ----------------------- | ----------- | ---------------- | ----- | ------ |
| 2009/10 | Grasshopper Club Zürich | Zwitserland | Super League     | 1     | 0      |
| 2010/11 | Grasshopper Club Zürich | Zwitserland | Super League     | 21    | 5      |
| 2011/12 | Grasshopper Club Zürich | Zwitserland | Super League     | 21    | 1      |
| 2012/13 | Grasshopper Club Zürich | Zwitserland | Super League     | 33    | 8      |
| 2013/14 | Grasshopper Club Zürich | Zwitserland | Super League     | 15    | 6      |
| 2013/14 | Galatasaray SK          | Turkije     | Süper Lig        | 8     | 0      |
| 2014/15 | Werder Bremen           | Duitsland   | Bundesliga       | 19    | 1      |
| 2015/16 | → SD Eibar              | Spanje      | Primera División | 7     | 0      |
| 2016/17 | Werder Bremen           | Duitsland   | Bundesliga       | 10    | 1      |
| 2017/18 | Werder Bremen           | Duitsland   | Bundesliga       | 9     | 0      |
| 2017/18 | GNK Dinamo Zagreb       | Kroatië     | 1.HNL            | 15    | 0      |
| 2018/19 | GNK Dinamo Zagreb       | Kroatië     | 1.HNL            | 1     | 0      |
| Totaal  | Totaal                  | Totaal      | Totaal           | 160   | 22     |

## Interlandcarrière
Op 4 november 2012 debuteerde Hajrović voor Zwitserland in de oefeninterland tegen Tunesië. Hij viel na 84 minuten in voor Tranquillo Barnetta. Zwitserland won de oefeninterland in Radès met 1-2 na een doelpunt van Xherdan Shaqiri in de 96e minuut. Hij koos uiteindelijk toch voor Bosnië en Herzegovina en maakte zijn debuut voor de Bosniërs op 6 september 2013, toen hij na 82 minuten inviel voor Haris Medunjanin in de WK-kwalificatiewedstrijd tegen Slowakije (0-1) in Zenica.
Hajrović maakte deel uit van de ploeg die zich op dinsdag 15 oktober 2013 plaatste voor het WK 2014 in Brazilië. Bosnië en Herzegovina won die dag in het afsluitende WK-kwalificatiewedstrijd met 1-0 van gastland Litouwen in Kaunas, waardoor de selectie van voormalig bondscoach Safet Sušić zich voor het eerst in de geschiedenis kwalificeerde voor een WK-eindronde. De enige treffer in die wedstrijd kwam in de 68ste minuut op naam van aanvaller Vedad Ibišević van VfB Stuttgart. Hajrović zat bij die wedstrijd als reservespeler op de bank en kwam niet in actie. De Bosniak Sušić nam Hajrović mee naar het WK voetbal in Brazilië. Daar maakte hij zijn WK-debuut in de met 1-2 verloren wedstrijd tegen Argentinië. Hajrović werd in de 71ste minuut gewisseld. Hij speelde ook tegen Nigeria. Die wedstrijd werd eveneens verloren, dit keer met 1-0. Ditmaal werd Hajrović in de 57ste minuut van het veld gehaald
| Interlands van Izet Hajrović voor Bosnië en Herzegovina | Interlands van Izet Hajrović voor Bosnië en Herzegovina | Interlands van Izet Hajrović voor Bosnië en Herzegovina | Interlands van Izet Hajrović voor Bosnië en Herzegovina | Interlands van Izet Hajrović voor Bosnië en Herzegovina | Interlands van Izet Hajrović voor Bosnië en Herzegovina | Interlands van Izet Hajrović voor Bosnië en Herzegovina |
| №                                                       | Datum                                                   | Wedstrijd                                               | Uitslag                                                 | Competitie                                              | Goals                                                   |                                                         |
| Als speler van Grasshopper Club Zürich                  | Als speler van Grasshopper Club Zürich                  | Als speler van Grasshopper Club Zürich                  | Als speler van Grasshopper Club Zürich                  | Als speler van Grasshopper Club Zürich                  | Als speler van Grasshopper Club Zürich                  | Als speler van Grasshopper Club Zürich                  |
| ------------------------------------------------------- | ------------------------------------------------------- | ------------------------------------------------------- | ------------------------------------------------------- | ------------------------------------------------------- | ------------------------------------------------------- | ------------------------------------------------------- |
| 1                                                       | 4 november 2012                                         | Tunesië – Zwitserland                                   | 1 – 2                                                   | Vriendschappelijk                                       | 0                                                       |                                                         |
| 2                                                       | 6 september 2013                                        | Bosnië en Herzegovina – Slowakije                       | 0 – 1                                                   | WK-kwalificatie                                         | 0                                                       |                                                         |
| 3                                                       | 10 september 2013                                       | Slowakije – Bosnië en Herzegovina                       | 1 – 2                                                   | WK-kwalificatie                                         | Goal                                                    |                                                         |
| 4                                                       | 11 oktober 2013                                         | Bosnië en Herzegovina – Liechtenstein                   | 4 – 1                                                   | WK-kwalificatie                                         | 0                                                       |                                                         |
| 5                                                       | 18 november 2013                                        | Argentinië – Bosnië en Herzegovina                      | 2 – 0                                                   | Vriendschappelijk                                       | 0                                                       |                                                         |
| Als speler van Galatasaray SK                           |                                                         |                                                         |                                                         |                                                         |                                                         |                                                         |
| 6                                                       | 5 maart 2014                                            | Bosnië en Herzegovina – Egypte                          | 0 – 2                                                   | Vriendschappelijk                                       | 0                                                       |                                                         |
| 7                                                       | 30 mei 2014                                             | Ivoorkust – Bosnië en Herzegovina                       | 1 – 2                                                   | Vriendschappelijk                                       | 0                                                       |                                                         |
| 8                                                       | 3 juni 2014                                             | Mexico – Bosnië en Herzegovina                          | 0 – 1                                                   | Vriendschappelijk                                       | Goal                                                    |                                                         |
| 9.                                                      | 15 juni 2014                                            | Argentinië – Bosnië en Herzegovina                      | 2 – 1                                                   | WK 2014                                                 | 0                                                       |                                                         |
| 10.                                                     | 21 juni 2014                                            | Nigeria – Bosnië en Herzegovina                         | 1 – 0                                                   | WK 2014                                                 | 0                                                       |                                                         |

## Privé
De ouders van Hajrović zijn Bosniakken uit Bijelo Poǉe, Montenegro. Ze zijn in 1980 verhuisd naar Sarajevo. In 1987 emigreerden ze opnieuw, deze keer naar Zwitserland., waar Hajrović ook werd geboren. De jongere broer van Hajrović, Sead Hajrović, is ook profvoetballer.
Hajrović spreekt vloeiend Bosnisch, Duits en Engels.

## Erelijst
| Competitie            |              |              |              |              |
| Competitie            | Aantal       | Jaren        |              |              |
| Grasshoppers          | Grasshoppers | Grasshoppers | Grasshoppers | Grasshoppers |
| --------------------- | ------------ | ------------ | ------------ | ------------ |
| Beker van Zwitserland | 1x           | 2012/13      |              |              |
| Galatasaray           |              |              |              |              |
| Beker van Turkije     | 1x           | 2013/14      |              |              |
| Dinamo Zagreb         |              |              |              |              |
| Kampioen van Kroatië  | 1x           | 2017/18      |              |              |
| Beker van Kroatië     | 1x           | 2017/18      |              |              |